# Bauer Types
Bauer Types, S.L. es una compañía de diseño y distribución de tipografías. Su producto más conocido es la fuente tipográfica Futura. Es la sucesora de dos conocidas fundiciones tipográficas del siglo XX: la Bauersche Giesserei de Fráncfort del Meno (1837-1972) y la Fundición Tipográfica Neufville, S.A. de Barcelona (1885-1995). Ambas marcaron historia en la fundición de tipos de plomo durante más de 175 años. Bauer Types es propietaria de los Derechos de Autor y de las Marcas de las tipografías desarrolladas por ambas empresas, además de otras creadas por fundiciones tipográficas adquiridas en el curso de los años. 
Los servicios que ofrece en la actualidad giran en torno a la asesoría tipográfica, creación, distribución e implementación de tipografías digitales, cobertura idiomática de las tipografías, gestión de licencias y servicios de diseño.

## Historia

### Bauersche Gießerei
La fundición tipográfica Bauer (en alemán: Bauersche Gießerei) fue fundada en 1837 por Johann Christian Bauer en Fráncfort del Meno. En el año 1898 Georg Hartmann adquirió la empresa, junto con su filial española Fundición Tipográfica Neufville. 
Bajo la dirección de Georg Hartmann, artistas de fama internacional contribuyeron con sus creaciones al éxito de las tipografías que todavía hoy gozan de gran popularidad en la nueva era digital. Estos artistas son, entre otros, E.R.Weiss, Ernst Schneidler, Lucian Bernhard, Heinrich Jost, Konrad Bauer, Elizabeth Friedländer y principalmente Paul Renner, creador de la Futura.

### La Futura
En el año 1927 la Bauersche Giesserei presentó por primera vez 3 variedades de una nueva tipografía, la Futura fina, seminegra y negra, diseñadas por Paul Renner, tipógrafo, diseñador gráfico y director de la Escuela de Maestros Artesanos para Impresores en Múnich. Bajo la dirección de Heinrich Jost, Director Artístico de la Bauersche Giesserei, los bocetos originales de Renner se convirtieron en la tipografía de éxito que conocemos hoy. La Futura es una de las tipografías de mayor difusión del mundo, habiendo sido utilizada como tipografía corporativa de la NASA, incluyéndola el texto de la placa que los primeros astronautas en 1969 depositaron en la luna. En la actualidad empresas punteras como NIKE, SAMSUNG, OMEGA o LOUIS VUITTON tienen como tipografía corporativa la Futura.
Ese mismo año 1927, la empresa abrió una oficina en la ciudad de Nueva York, la Bauer Type Foundry, más tarde convertida en Bauer Alphabets. Durante cinco décadas introduciría en el mercado de los Estados Unidos tipos tan prestigiosos como Bauer Bodoni, Weiss, Venus, Benton, Futura y encargaría a un prestigioso diseñador americano Howard Trafton la tipografía Quick (Sirena).

### Fundición Tipográfica Neufville
Carlos G. Hartmann, hijo de Georg Hartmann, asumió en el año 1922 la dirección de la filial de la Bauersche Giesserei en España: la Fundición Tipográfica Neufville, SA. Esta empresa adquirió gran notoriedad bajo su dirección, no solo vendiendo las tipografías Bauer en España, sino exportándolas también a EE. UU. y a países de la América Latina. Asimismo se preocupó en obtener la representación para España de famosas máquinas para la industria gráfica, como Heidelberg, Roland, Koenig & Bauer, Wohlenberg, Hohe & Hahne, Goebel.
Al finalizar la Guerra Civil adquirió la fábrica de tintas y de barnices Tipolit,SA para completar con ello el lema de la empresa: “Todo para las Artes Gráficas”.
Wolfgang Alfonso Hartmann, nieto de Georg Hartmann, asumió en el año 1963 la dirección de la empresa. La actividad de fundición de tipos pudo mantenerse muchos años gracias a la adquisición sucesiva de la Fundición Tipográfica Neufville, SA. Fue la última fundición de tipos europea en cesar su actividad. Y gracias a la adquisición de los derechos sobre las tipografías, obtuvo para la futura época digital una importante fuente de negocio. La empresa adquirió varias fundiciones tipográficas europeas, como la Fundición Tipográfica Nacional (1971), la Bauersche Giesserei (1972), la Fonderie Typographique Française (1974), Ludwig & Mayer (1985) y finalmente Les Fonderies Réunies de Caractères du Liban (1988). En 1974 la empresa abrió una filial en París, Neufville France, la cual suministraba tipos de metal en Francia así como en Argelia, Marruecos y Túnez, complementando el programa con máquinas offset y guillotinas.

### Actualidad
En la actualidad, bajo la dirección de Vivian Hartmann se desarrolla la venta de fuentes digitales en España, producidas por su propia fundición Neufville Digital, joint venture entre Bauer Types y Visualogik así como fabricantes de tipografías internacionales como Monotype, Typetogether, Lucas Fonts, y muchos otros. También ofrece servicios en torno a la asesoría tipográfica, creación, distribución e implementación de tipografías digitales, cobertura idiomática de las fuentes, gestión de licencias, servicios de diseño. 

## Tipografías

### Tipografías ND
La distribución de fuentes propias creadas por Neufville Digital, alianza constituida en 1998 entre Bauer Types y la empresa holandesa Visualogik, comprende las colecciones siguientes:
- Modern Collection: Pragma ND (Christopher Burke), Andralis ND y Fontana ND (Rubén Fontana), Bravo ND y Fractura ND (José María Cerezo), Judo ND (H.Matheis).
- Bauer Classics: Futura ND, Futura ND Alternate and Futura Next, Futura ND Black, Futura ND Display (Paul Renner), Elizabeth ND (Elizabeth Friedländer) y Azuree ND.
- Grafía Latina: Pascal ND, Fidelio ND y Jully-Jonquières ND (José Mendoza y Almeida), Ilerda ND, París ND, Flash ND y Arabescos ND (Enric Crous-Vidal), Diagonal ND (Antoni Morillas), Gaudí (Ricard Giralt Miracle), Carlomagno ND y Uncial Romana ND (Ricardo Rousselot) y Galaxy ND (Joan Pedragosa).

### Marcas (Trademark)
Bauer Types es también proprietaria de las marcas de las tipografías creadas por Bauersche Giesserei así como por las fundiciones absorbidas por Fundición Tipográfica Neufville desde el año 1971 hasta el 1987, habiendo firmado acuerdos con Adobe, Elsner & Flake, URW++, Paratype, así como con el grupo Monotype (Bitstream, Linotype, Monotype GmbH, Monotype HK, Monotype Imaging, Monotype KK, Monotype Ltd, Berthold) para la explotación de las licencias de las siguientes tipografías:
- Adagio, Allegro, Allright, Alpha, Amalthea, Andralis, Antiqua fett, Antiqua Litho, Azuree.
- Baron, Baskerville, Bauer Bodoni, Bauersche Fraktur, Bernhard Antiqua, Bernhard Fraktur, Beta, Beton (Época), Big Band, Bravo.
- Candida, Cantate, Carlomagno, Charme, Columna, Compliment, Contact, Corvinus.
- Diagonal, Dominante.
- Ehmke, Elegance, Elizabeth Antiqua, Erbar Grotesk.
- Flash, Fidelio, Flott (Gillies Gothic, Vigor), Folio, Fontana, Fractura, Futura.
- Galaxy, Garamond, Gaudí.
- Hallo, Hyperion (Homero).
- Ibematic, Ilerda, Impressum (Horizon).
- Kleukens Antiqua.
- Largo, Legende (Legend, Leyenda), Life, Lithographia, Lucian.
- Manuskript Gotisch, Maxim, Menhard Antiqua.
- Noblesse.
- Papageno, Paris, Pascal, Permanent, Pragma, Prestige, Privat.
- Quick (Trafton Script, Sirena).
- Schneidler Mediaeval, Serifa, Slogan, Sully-Jonquières, Symphonie (Stradivarius, Sinfonía).
- Tages Antiqua.